# Chelsea Wilson
Chelsea Jeanette Wilson (n. 19 de junio de 1987) es una actriz estadounidense.

## Biografía
Chelsea interpretó a Parker McKenzie en Lizzie McGuire. Tiene los ojos azules y el pelo castaño. 
Nació en Sacramento, California, Estados Unidos.